# Alte Poststation Wimbern

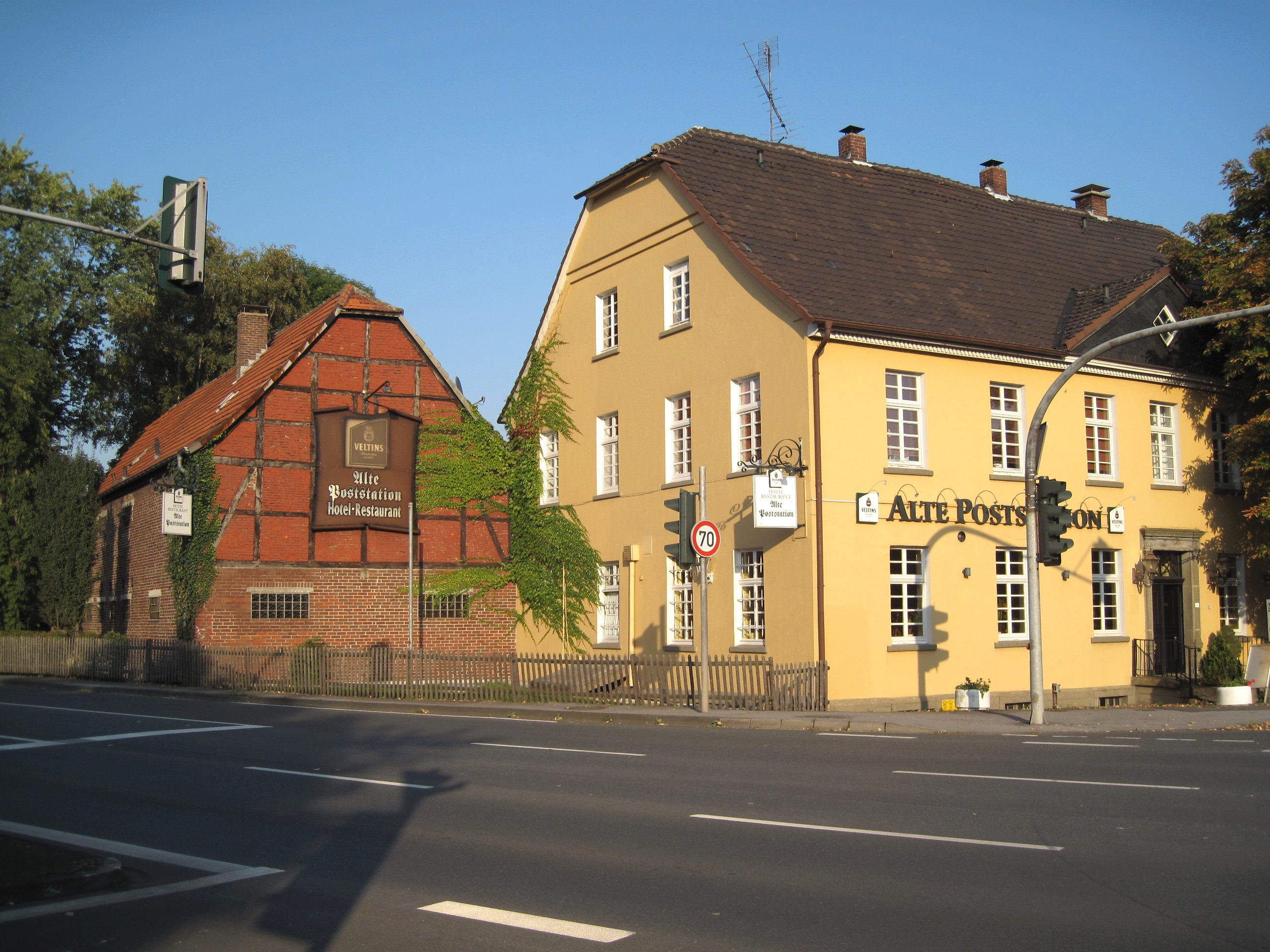
Alte Poststation

Die alte Poststation ist ein denkmalgeschütztes Profangebäude in Wimbern, einem Ortsteil von Wickede im Kreis Soest (Nordrhein-Westfalen).

## Geschichte und Architektur
Das Gebäude ist ein verputztes Haus an der ehemaligen Fernstraße zwischen Arnsberg/Kassel und Iserlohn. Es wurde 1822 bis 1824 von Christoph Schlünder mit Pferdeställen und Wagenremise für die seit dem 17. Jahrhundert bestehende Posthalterei Schlünder errichtet. Der Bau erfolgte zeitgleich mit dem Bau der Abzweigung nach Paderborn (B7, B63). Das traufständige Gebäude wurde teils aus Fachwerk und teils aus Backstein gebaut. Es ist mit einem Krüppelwalmdach gedeckt. Unter dem flachen Dreiecksgiebel befindet sich mittig ein mit Werkstein gerahmtes Pilasterportal mit einem ornamentierten Architrav. Hinter dem weiten Flur mit einer in das Obergeschoss führenden Treppe schließen sich die Küche und eine Herdstelle an. Fußboden aus Natursteinplatten ist noch aus der Bauzeit erhalten. Ausreichende Lagermöglichkeiten sind im Keller und auf dem Dachboden vorhanden. Hinter dem Haus stehen große Nebengebäude, unter anderem eine Remise und die ehemaligen Pferdeställe.
Heute wird in dem Haus ein Hotel mit Restaurant betrieben.